# Austinixa aidae
Austinixa aidae is een krabbensoort uit de familie van de Pinnotheridae. De wetenschappelijke naam van de soort is voor het eerst geldig gepubliceerd in 1967 door Righi.